# Illa de la Quarantena

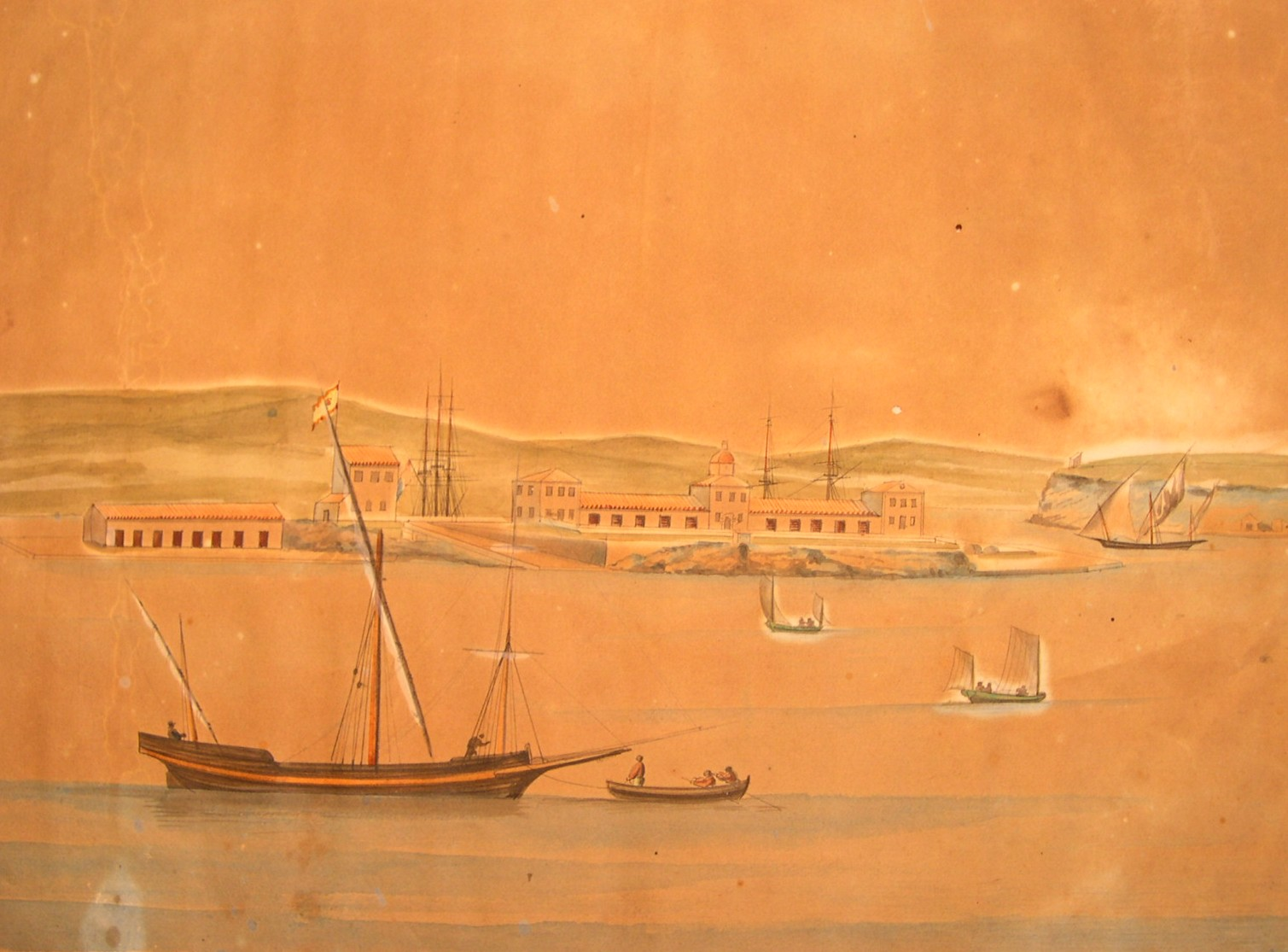
Illa de la Quarantena

L'illa de la Quarantena és un illot situat a l'interior del Port de Maó amb una extensió de 10.000 m² i un perímetres de 500 metres.
Aquest illot va ser el primer llatzaret de Menorca, ben proper a l'antiga Península de Sant Felipet on més tard es construiria el llatzaret general i, per tant, es convertiria en illa. Aquest primer llatzaret prèviament se l'anomenava la Illeta per la seva diminuta extensió i actualment també se la coneix amb el nom d'Illa Plana, però a partir de 1490 se l'anomenà l'Illa de la Quarantena perquè començà a ser destinada a expurgar gèneres, incinerar robes de passatgers i tripulants de vaixells infectats, i per dipositar-hi les mercaderies que devien ser orejades abans de ser desembarcades a Maó.
Aquest llatzaret fou construït en època anglesa, quan aquests feien construccions molt simples i provisionals per protegir les mercaderies i els guardes de sanitat. Aquestes construccions provisionals van ser substituïdes en finalitzar l'ocupació anglesa per a una construcció de dos cossos i un sol pis, la qual es conservà fins ben entrat el segle xx, quan fou enderrocat per a construir-hi unes instal·lacions militars.
El Llatzaret de Maó havia d'acollir les naus o vaixells amb destinació a qualsevol costa espanyola, que fossin sospitosos de transportar un perill sanitari i que arribés des de qualsevol punt. Fins i tot, les naus provinents d'Amèrica i amb destí a la costa del cantàbric també havien de passar per l'Illa de la Quarantena, tot i així, aquesta era una excepció, ja que les naus procedent d'Amèrica no eren vistes com una amenaça degut al llarg viatge i, per tant, efectuaven com a màxim, quarantenes d'observació curtes que consistien només a deixar el vaixell en roda abans d'entrar al port i desembarcar, sempre que no es produís cap incident sanitari. Tanmateix, cada vegada hi havia unes normatives internacionals sanitàries més rigoroses, fet que produí l'any 1842 la inauguració d'un nou llatzaret general per tal d'atendre les necessitats sanitàries procedents de l'Atlàntic. Aquest llatzaret se situà a les illes de San Simón i San Antonio a la ria de Vigo.
Mr. John Armstrong durant la primera de les dominacions angleses de l'illa de Menorca (1708-1756) va escriure un llibre titulat La Historia de la Isla de Menorca publicat a Londres els anys 1752 i 1756. En aquest llibre Mr. Armstrong ja fa referència a l'Illa de la Sang i a l'Illa de la Quarantena com unes illes amb activitat sanitària al port de Maó durant el segle xviii.